# 中雅典专区
中雅典专区（希臘語：Περιφερειακή ενότητα Κεντρικού Τομέα Αθηνών），是希腊阿提卡大区的一个专区。该专区覆盖雅典都市圈的中央部分。总人口1,029,520（2011年）。

## 行政区划
2011年希腊进行了行政区划改革。中雅典专区成立，析置自原雅典州。中雅典专区划分为8个市镇（数字对应信息框中的地图）：
- 雅典 (1)
- 扎夫尼-伊米托斯 (13)
- 新菲拉泽尔菲亚-新哈尔基宗 (32)
- 加拉齐 (11)
- 伊利乌波利斯 (16)
- 凯萨里亚尼 (19)
- 维罗纳斯 (10)
- 佐格拉富 (15)